# Thioessigsäure
Thioessigsäure ist eine organische Verbindung. Sie hat dieselbe Struktur wie die Essigsäure, jedoch ist das Sauerstoffatom der Hydroxygruppe durch Schwefel ersetzt.

## Eigenschaften
Thioessigsäure hat einen niedrigeren Siedepunkt als Essigsäure. Thioessigsäure ist eine farblose bis gelbe, an der Luft rauchende Flüssigkeit mit stechendem, unangenehmem, in ausreichender Verdünnung fruchtigen Geruch. Ihre Dämpfe reizen und schädigen die Augen, die Atemwege und die Lunge sowie die Haut.

## Synthese
Beim Erhitzen von Eisessig mit Phosphor(V)-sulfid entsteht Thioessigsäure. Alternativ kann Thioessigsäure aus Essigsäureanhydrid und Schwefelwasserstoff hergestellt werden. Eine Synthese aus Acetylchlorid und Schwefelwasserstoff ist ebenfalls beschrieben.

## Verwendung
Sie wird in der Organischen Chemie für die Einführung von Thiolgruppen in Moleküle genutzt. Des Weiteren dient sie auch zur Vernichtung von Peroxiden als Alternative zu wässrigen Reduktionsmitteln.